# Caleta Prieto
Die Caleta Prieto (englisch; in Argentinien Caleta Quintero) ist eine Nebenbucht der Wilhelmina Bay an der Danco-Küste des Grahamlands im Norden der Antarktischen Halbinsel. Sie liegt zwischen der Bahía Cordovez im Norden und der Caleta Acosta im Süden.
Chilenische Wissenschaftler benannten sie nach dem chilenischen Hydrographen Leonardo Prieto Vial (1936–2003), der auf der Angamos an der 18. Chilenischen Antarktisexpedition (1963–1964) teilgenommen hatte. Der Namensgeber der argentinischen Benennung ist nicht überliefert.